# المرأة في البحرين

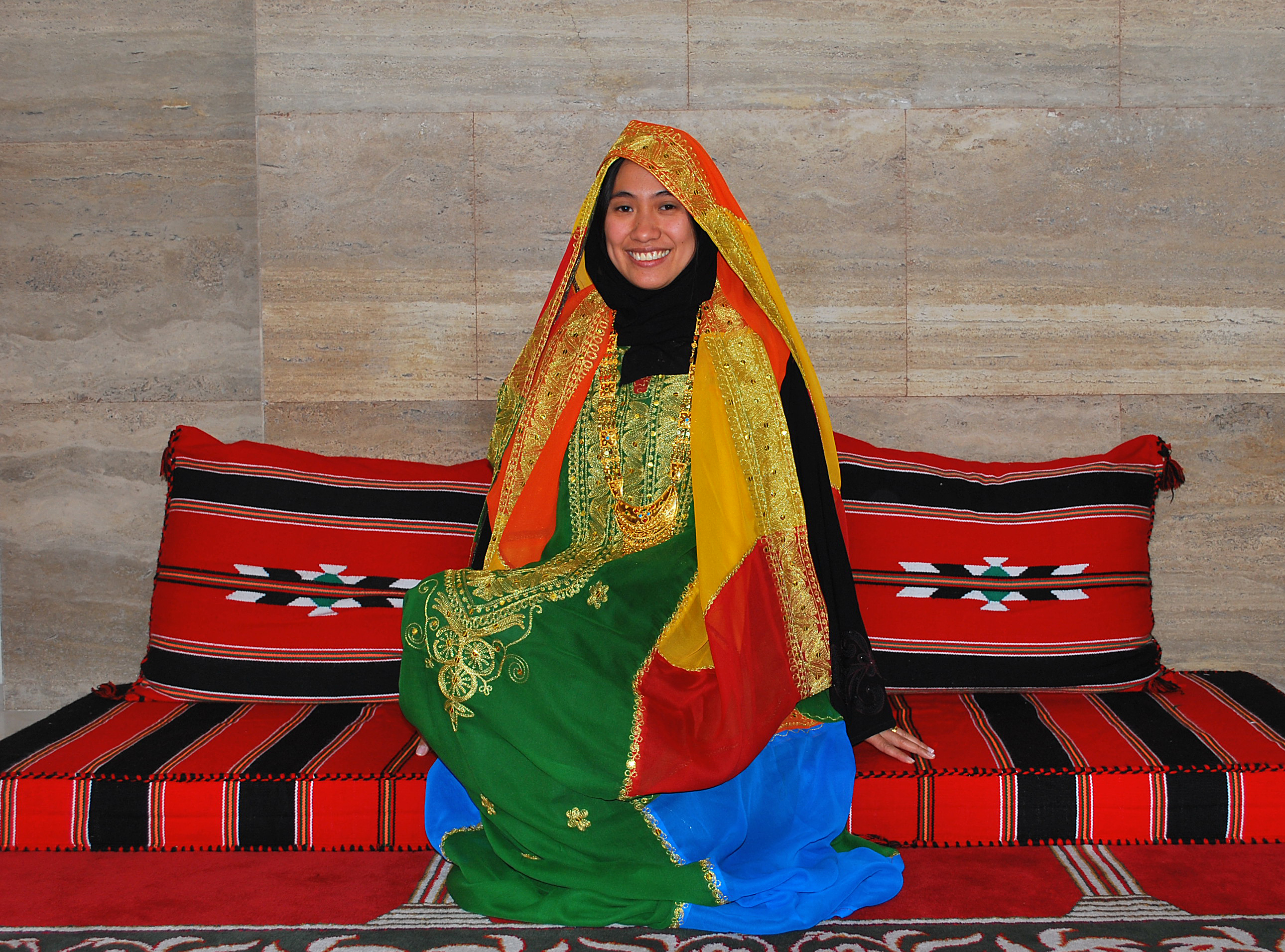
امرأة ترتدي زي الزفاف الملون البحريني.

النساء في البحرين نساء من قبائل عربيه معروفه وهن عادة ما تكون أكثر نشاطا علنا مما عليه في دول عربية أخرى. يجري تعليمها تعليما عاليا فإن معظم النساء البحرينيات يمتهن جميع المهن الرئيسية والجمعيات النسائية والمنظمات النسائية. بصرف النظر عن حق التصويت فإن ربع النساء في البحرين قادرات على الاستمرار في وظائف خارج حدود الأسرة.

## الزي والمظهر والسلوك
على الرغم من أن بعض النساء البحرينيات يرتدين أغطية الرأس أثناء وجودهن في الأماكن العامة فإن الكثير منهن لسن محجبات تماما. تشمل الملابس التقليدية لنساء البحرين الجلابية وهو ثوب فضفاض طويل وهو الملبس المناسب للبيت وأماكن العمل. المرأة البحرينية المحتشمة تغطي شعر رأسها جزئيا والمتحجبة تغطي شعر رأسها كاملا. بصرف النظر عن تغطية الشعر فإن بعض النساء تغطي وجهها بالنقاب وبعضهم تغطي وجهها كاملا. الحجاب يلبس من كلا الشابات وكبار السن. بالإضافة إلى ذلك تضع النسوة المكياج وطلاء الأظافر والعطور أو غيرها من الملحقات التي تجذب الانتباه في الأماكن العامة. ثقافيا فإن النساء لا تشجعن الغرباء الذين يبتسمون لهن إلا إذا كانوا من أقاربها أو تربطها علاقة جيرة أو زمالة دراسة أو عمل معه.

## دورهن في المجتمع
في الماضي كما هو الحال في عقد 1960 فإن المرأة البحرينية تعتمد على أدوار أو وظائف أزواجهن. كان من المفترض من النساء اللاتي تزوجن من صيادين مساعدة أزواجهن في تجارتهم كعمال نظافة الأسماك وباعة للأسماك. كان من المفترض من النساء اللواتي تزوجن من المزارعين العمل كمساعدات في الأراضي الزراعية وكمسوقات للمنتجات. في البلدات والمدن يتعين على النساء تقليديا للقيام بالأعمال المنزلية ورعاية الأطفال. المرأة البحرينية الغنية بشكل عام لديهن خادمات يقمن بأداء الأعمال اليومية لهن. بالإضافة إلى ذلك فإن النساء في البحرين تشتهر بخبراتهم في تطريز النسيج التقليدي. موهبة المرأة البحرينية هذه هي انعكاس للثقافة والتراث البحريني.
خلال السنوات الثلاثين الماضية أو نحو ذلك كانت للنساء في البحرين فرص عدم تطبيق الأدوار التقليدية في المجتمع. كن قادرات على توسيع أدوارهن والحصول على وظائف في مجالات التعليم والطب وممارسة التمريض وغيرها من الوظائف ذات الصلة بالصحة والتمويل والوظائف الكتابية والصناعات الخفيفة والمهن المصرفية والطب البيطري وغيرها.

## القدوة

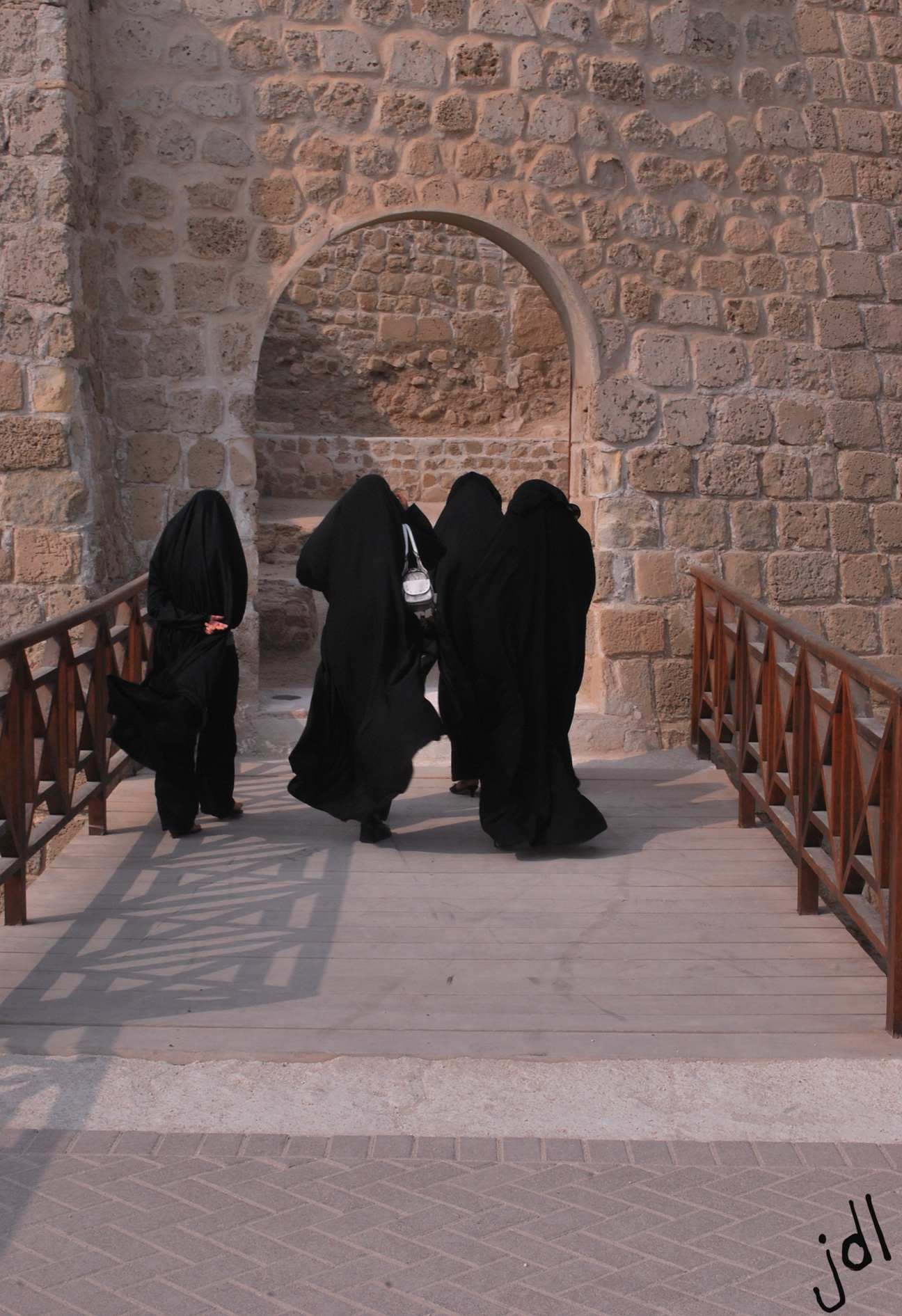
أربع نسوة بحرينيات يرتدين ملابس سوداء.

كانت إحدى النقاط المؤثرة من وجهة نظر المرأة البحرينية فيما يتعلق بأهمية اتجاهات التعليم والأزياء مجموعة من المبشرين الأمريكيين من برونزويك، نيو جيرسي الذين وصلوا إلى البحرين خلال أواخر عقد 1890 وكذلك الدفعات الأولى من المدرسات المغتربات من مصر ولبنان. أول مدرسة علمانية للمرأة في البحرين كانت مدرسة خديجة الكبرى التي تأسست في عام 1928. في عقد 1950 درست أول مجموعة من النساء البحرينيات في القاهرة بمصر وبيروت بلبنان ليصبحن معلمات ومديرات مدارس في البحرين. تأسست أول مدرسة تمريض في البحرين في عام 1959 مع افتتاح كلية للعلوم الصحية التي أعطت الفرص للمرأة البحرينية ليصبحن ممرضات. كانت قادرة على دراسة الطب والمجالات ذات الصلة في الأردن ولبنان ومصر. استطعن النساء أن تصبحن رئيسات أقسام وعميدات كليات وجامعات وأساتذة.

## التعليم
في عام 1928 وفقا لفاروق أمين أصبحت البحرين أول دولة خليجية تقوم بتعليم المرأة. ضمن نفس المنوال أصبحت البحرين أول دولة خليجية لديها منظمات اجتماعية نسوية في عام 1965. في عام 2005 أصبحت الجامعة الملكية للبنات الأولى التي بنيت لهذا الغرض وهي جامعة دولية خاصة في البحرين مخصصة فقط لتثقيف النساء في البلاد.

## حق التصويت
اكتسبت النساء في البحرين حقهن في التصويت خلال الانتخابات البرلمانية التي جرت في أكتوبر 2002. منحت النساء حق الاقتراع في البحرين بعد التنقيحات في دستور البحرين الذي تم التصديق عليه في عام 2002 مما يجعل البحرين ثاني دولة في دول مجلس التعاون الخليجي تمنح حق الاقتراع لسكانها من النساء.